# 藍岩鬣蜥
藍岩鬣蜥（學名：Cyclura lewisi）是大開曼特有的一種瀕危蜥蜴。牠們以往被列為古巴鬣蜥的亞種，後來於2004年因其遺傳基因的差異而被重新分類為獨立物種。藍岩鬣蜥是最長壽的蜥蜴之一，可以生存達69歲。
藍岩鬣蜥棲息於乾旱森林或近岸的岩石及遼闊地區，雌蜥會於6月至7月期間在沙上挖穴生蛋。到了9月可能會生第二窩。藍岩鬣蜥是草食性的，主要吃植物、果實及花朵。牠們呈黃褐色至灰色，而雄蜥在繁殖季節則披上一層藍色。牠們體型龐大，體重驚人，由頸底至尾巴端的背冠上均有短棘。
藍岩鬣蜥的化石紀錄顯示牠們於歐洲殖民時代前廣泛分佈，但到了2003年野外卻只餘下少於15隻，於21世紀初普遍人更相信牠們將面臨滅絕。牠們的衰落主因是被野放的寵物（貓和狗）掠食及棲息地的失去。藍岩鬣蜥從1996年至2004年間均被均被世界自然保護聯盟列為極危物種，但成功的圈養繁殖令牠們的種群的數目得以趨向穩定，免除滅絕的危機。目前至少有5個非政府組織與開曼群島有關當局通力合作以確保此物種的存活。

## 分類
藍岩鬣蜥是大開曼的特有種。屬名是古希臘文的「圓尾」，意指其尾巴的厚環。 其種小名是由首次描述的查普曼·格蘭為紀念發現者伯納德·C·劉易斯而來。 其近親是古巴鬣蜥及突棱圓鱗鬣蜥，三者都是從300萬年前的共同祖先分化出來。 牠們的遺傳多樣性很低，但卻不像其他岩鬣蜥般缺乏生命力。 其中一個理論指牠們是從單一的雌性古巴鬣蜥演化而來。 牠們與小開曼及開曼布拉克的開曼鬣蜥不同。
於1938年，時任牙買加學院主任一職的自然學家伯納德·C·劉易斯跟隨牛津大學到開曼群島進行生物探測研究。 他成功獲得了兩隻藍岩鬣蜥，一雄一雌，並將其送至大英博物館的自然史部門進行研究。查普曼·格蘭於1940年正式描述了牠們並命名為Cyclura macleayi lewisi。 於1977年，藍岩鬣蜥曾被分類為古巴鬣蜥的亞種， 後來於2004年確認了牠們的獨特性而成為獨立的物種。

## 特徵
藍岩鬣蜥是大開曼上最大的陸生動物，全長達2米及重14公斤。 牠們的體長51-76厘米，尾巴與體長相若。 牠們的趾是互相緊扣，有利於挖穴及攀樹。 雖然牠們並非棲於樹上的，但有時也會攀樹達5米或以上。 雄蜥較雌蜥大三分之一。 成年雄蜥的皮膚呈深灰色至藍綠色，雌蜥則呈橄欖綠至淡藍色。 幼蜥呈深褐色或綠色，有一些較深的斑紋。 初出生幼蜥的背上，由頸部至臀部的冠上有八道深色的山形斑紋。 這種斑紋隨幼蜥1歲大後逐漸消退，變成灰色及奶白色，最終退成藍色。 成年藍岩鬣蜥一般呈深灰色，配合周邊喀斯特地形的岩石顏色。 當牠們保護地盤發出警示時就會轉變為藍色。 雄蜥的藍色較為明顯。 牠們的腳呈黑色，與身體顏色形成對比。 雄蜥大腿上有結節可以釋放費洛蒙。 雌蜥沒有這些結節，背冠也沒有這麼明顯，故牠們是兩性異形的。

### 眼睛及視覺
藍岩鬣蜥的眼睛有金色的瞳孔及紅色的鞏膜。 牠們有極好的視覺，可以偵測遠程的形狀及運動。 由於牠們只有少量的視桿細胞，在昏暗環境下的視覺很差。牠們有雙重的錐狀細胞，對顏色非常敏感，甚至可以看見紫外線。 這種能力對於牠們晒太陽以吸收紫外線來生產維他命D非常重要。
藍岩鬣蜥的頭頂上有一個光敏的器官，稱為顱頂眼。 這隻眼只有基本的視網膜及晶體，故不能生成影像。 它只會對光暗敏感，可以用來偵測運動。

## 分佈及棲息地

藍岩鬣蜥棲息在開曼群島的大開曼上。

藍岩鬣蜥只分佈在大開曼。與其他同區的岩鬣蜥屬比較，藍岩鬣蜥應該也曾有群落棲息在海岸，但被人類殖民及建築道路所軀逐而消失。 牠們現只分佈在叢林、森林、農地等。 牠們可能是因食物及土壤而被吸引到農地附近，但卻因而與人類及野生寵物有所接觸。 雌蜥一般會走到海岸邊生蛋。
雌性藍岩鬣蜥的地盤約有2400平方米大，雄蜥的地盤平均大5700平方米。 雄蜥與雌蜥的地盤可以重疊，所以每一公頃約有4-5隻鬣蜥。
藍岩鬣蜥棲息在岩洞及樹穴，成年主要是地盤性的。 幼蜥傾向棲於樹上。 雛蜥會獵食當地的古巴游蛇。 成年沒有天敵，但卻受野狗的威脅。 3-4歲大就已經達至性成熟。

## 食性及壽命
藍岩鬣蜥主要是草食性的，吃多達45種植物的葉子、花朵及果實。 牠們有時也會吃昆蟲幼蟲、蟹、蛞蝓、死鳥及真菌。 牠們在渗透調節上有一種問題：因為所吃的植物有較高含量的鉀，但平均養份卻較少，牠們要吃很大的份量才能達到代謝的需要。 由於牠們不能製造濃度高於體液的尿素，故會在鹽腺排出氮化的尿酸。 所以牠們兩側的鼻腺可以補助來排出體內多餘的鉀及氯化鈉。
野外藍岩鬣蜥的壽命不詳，但估計也有幾十歲。於1950年在大開曼捕捉到的一隻標本，就被送到美國，最後於2004年才死亡。 估計這隻標本於被捕捉時就已有15歲，故牠的壽命達69歲，是世界最長壽的蜥蜴。 飼養下的開曼鬣蜥就有33歲的壽命。

## 繁殖
藍岩鬣蜥於5月至6月間繁殖。 雄蜥首先將不斷顫動頭部，接著會圍在雌蜥背後，再攬著雌蜥的頸部交配。 雄蜥會壓制著雌蜥，限制其尾巴的動作，方便交配。 交配一般需時30-90秒，一天很少會交配多於1-2次。 雌蜥會於6月或7月在有陽光的地上生蛋，每次生1-21隻蛋。 雌蜥會先選擇幾個地點才會生蛋。 生蛋的巢穴約長0.41-1.5米長，末端較大可讓雌蜥轉彎。 巢內的溫度保持在35℃，孵化期為65-90天。 藍岩鬣蜥的蛋是所有蜥蜴中最大的。
藍岩鬣蜥約於3個月大就會保護自己的地盤。 不論任何年齡的雌蜥都會棲息在重疊及約大2400平方米的地盤，雄蜥的地盤會較大，隨著年歲增長，重疊度亦會增加。

## 保育狀況

### 瀕危狀況

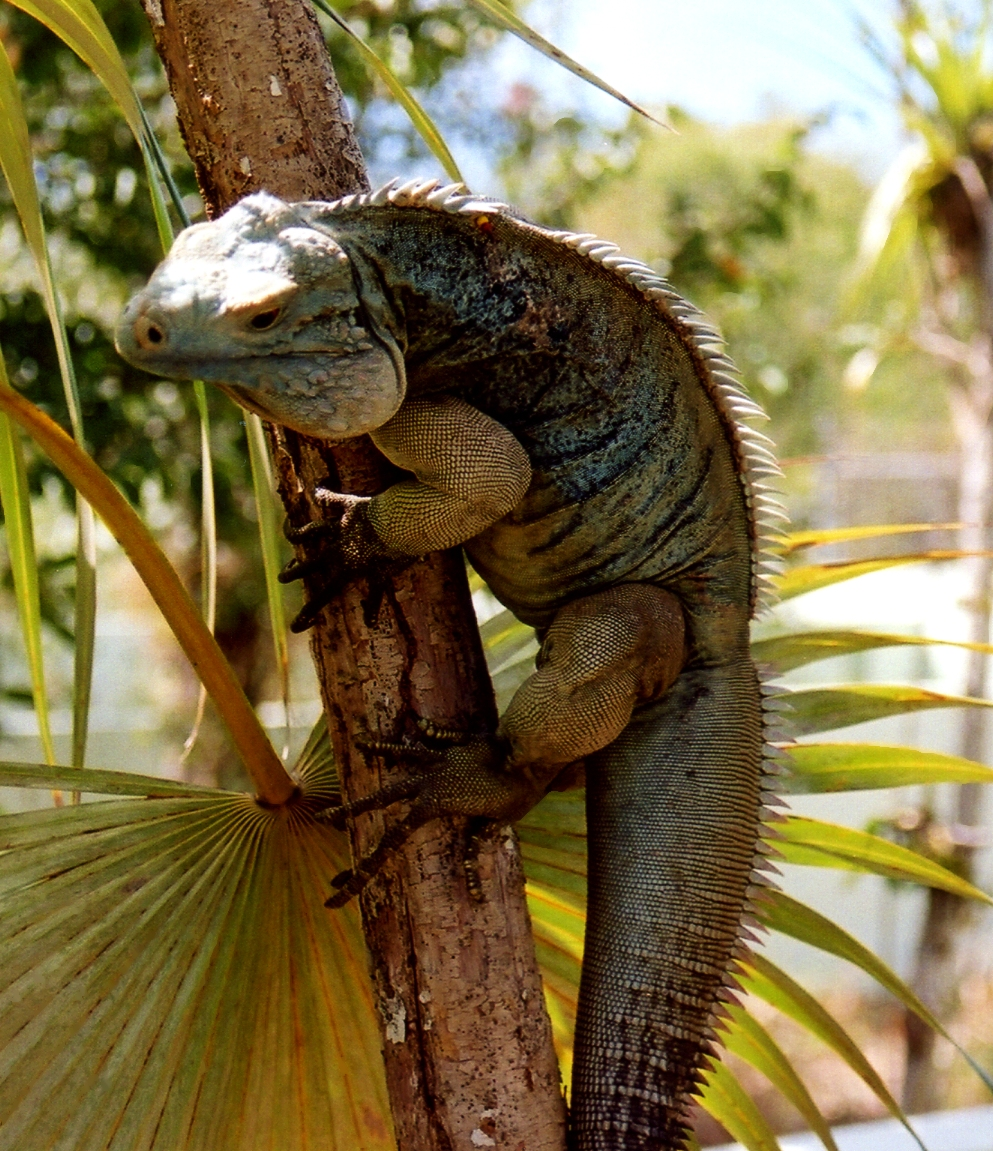
在大開曼的藍岩鬣蜥。

藍岩鬣蜥從1996至2004年間均被世界自然保護聯盟列為極危物種，表示其距離滅絕只有一步之遙。 群落只限制在大開曼的東部，於1998年就衰落至極為危險的情況，只餘下3隻。 牠們的分佈地於過往25年就縮減得很厲害，很多位點都已經沒有牠們的蹤跡。 於2003年就發現牠們的數量只有5-15隻。2005年前就認為牠們的野生群落已經滅絕。 曾被認為是地球上最瀕危的物種之一。 於2008年，有6隻藍岩鬣蜥被殺，令牠們的情況更為衰落。
藍岩鬣蜥的草食性可以幫助在大開曼內傳播種子。 研究發現經過藍岩鬣蜥消化道的種子發芽較快。 牠們亦可以將種子帶到新的地區，可以幫助平衡惡劣環境的氣候及植物生長。
令藍岩鬣蜥起死回生的主要原因並非來自野外群落的復原，而是持續的野放活動。自2005年從伊麗莎白二世植物園（Queen Elizabeth II Botanic Park）及薩利納保護區（Salina Reserve）釋放藍岩鬣蜥到野外後，藍岩鬣蜥便發展出一個約有125隻的群落。 伊麗莎白二世植物園的群落是自2001年起就已經開始培育，而薩利納保護區的則是自2006年從3隻蛋孵化後開始培育。 2007年亦有一次大規模的放生行動，令野外的藍岩鬣蜥數目增加至299隻。在2012年尾，由復育計劃統計得的藍岩鬣蜥野外群落數目約為750頭，令牠們首次離開死門關一小步，而IUCN亦將牠們的保育現狀由極危降至瀕危級別。

### 衰落原因
棲息地的破壞是藍岩鬣蜥面臨滅絕的主因。牠們的棲息地被清除作為農地、公路及地產項目發展。 另外，傳統的農地變更成畜牧的草場也影響藍岩鬣蜥的次級棲息地。
大家鼠、野貓及流浪犬會掠食及傷害藍岩鬣蜥，令野生群落的生存倍感壓力。路殺亦是另一增加死亡率的原因。雖然當地有法律保護，但仍舊會有獵殺藍岩鬣蜥的情況。
美洲鬣蜥成功由洪都拉斯引入到大開曼，成為了入侵物種，數量遠遠超過藍岩鬣蜥。 雖然這並沒有對藍岩鬣蜥帶來直接的影響，但美洲鬣蜥的出現卻減低了公眾對藍岩鬣蜥的關注。 公眾會被大量的美洲鬣蜥誤導，以為藍岩鬣蜥並非如報告般瀕危。
藍岩鬣蜥經常會被售賣給旅客作為寵物。1999年，世界自然基金會就指英國政府超過20年忽視海外領地的自然保育。很多物種因而滅絕。英屬加勒比群島在生物多樣性方面非常豐富，有很多特有的瀕危物種，但當地卻沒有實施及執行《瀕危野生動植物種國際貿易公約》。

### 保育計劃
美國動物園暨水族館協會（American Zoo and Aquarium Association）自1990年起就已經將藍岩鬣蜥列為最高級的保育對象。 他們首個計劃就是希望培育藍岩鬣蜥。 計劃初期就已經要面對捕獲回來的藍岩鬣蜥並非純種的問題。 經過5年的研究，終於成功發展了兩個培育的群落，讓群落互相繁殖來改善遺傳多樣性。 另外，在美國本土的25個動物園也有培育藍岩鬣蜥的計劃。 例如印第安納波利斯動物園（Indianapolis Zoo）自2000年起就兩次成功培育藍岩鬣蜥。
2006年首次有幼蜥被放生到野外。 每一隻放生的藍岩鬣蜥頸上都帶有識別帶，並植入了晶片，其獨有的頭部鱗片亦有紀錄。
私人的培育亦有進行。 由於只有非常少量的純種，私人培育的多為與開曼鬣蜥及古巴鬣蜥的混種，這可以減低寵物市場對藍岩鬣蜥的需求。

#### 藍岩鬣蜥保護計劃
藍岩鬣蜥保護計劃（The Blue Iguana Recovery Programme）是源自開曼群島1990年的計劃。保護計劃連合了開曼群島的環境部門、國民信託、伊麗莎白二世植物園、澤西野生動物信託基金（Durrell Wildlife Conservation Trust）、國際爬蟲類保育基金及歐盟委員會。 這個計劃得到豁免於現行開曼群島禁止捕獵或飼養藍岩鬣蜥的法律。 其保育政策包括培養幼蜥至2歲大，在保護區建立亞群落。 工作包括研究、保護巢區及監察放生的動物。
在伊麗莎白二世植物園及薩利納保護區已成功復生了兩個亞群落。 保護藍岩鬣蜥的棲息地仍然很重要，而薩利納保護區就只有36萬平方米的叢林，並不足以供1000隻藍岩鬣蜥居住。 在其他地區也會引入新的亞群落。 長遠來說整體的飼養群落仍未能造到遺傳多樣性。 個別的藍岩鬣蜥會被帶到不同的群落，以確保整體群落的基因流。 當野生亞群落到達飽和狀態，計劃就會停止放生，讓牠們自行繁殖。 透過研究、監察及控制掠食來保護幼蜥的生存率及亞群落的發展。
藍岩鬣蜥的保育需要積極管理。 為確保保育的運作，需要基金的資助；另外教育及宣傳亦需要提高公眾對保育的意識及支持。

## 外部連結
- （英文）藍岩鬣蜥保護計劃的訪問
- （英文）藍岩鬣蜥保護計劃
- （英文）國際爬蟲類保育基金 （页面存档备份，存于）